# 3415 Danby
A 3415 Danby (ideiglenes jelöléssel 1928 SL) egy kisbolygó a Naprendszerben. Karl Wilhelm Reinmuth fedezte fel 1928. szeptember 22-én.